# Ilha Islandia
A ilha Islândia, também chamada Veneza do Trapézio Amazónico, é uma ilha fluvial do rio Javari para perto de sua desembocadura no rio Amazonas no Peru. Está localizada perto da fronteira com Brasil.

## Localização
A ilha encontra-se no distrito de Javari, província de Marechal Ramón Castilla, no área mais ao leste do departamento de Loreto; a ilha como tal não se encontra longínqua às Três Fronteiras.

## Descrição
Islandia é um corpo de terra do bosque de várzea a maior parte do ano, em sua parte nordeste encontra-se o povoado homónimo, sua condição particular fez que nos meios de Lima seja comparada com a cidade italiana de Veneza. Encontra-se completamente dentro do rio Javari, pelo oeste e o sul limita com Brasil,a nesta parte sul o Javari, a ilha originalmente estava do lado oeste do rio, mas com a ação do tualvegue acabou mudando de lado encontrando-se hoje no lado leste do rio bem próximo da localidade brasileira de Benjamin Constant.
Por questões de comércio, algumas populações peruanas de origem ameríndio transladaram-se a parte-a sul da ilha, para estar mais para perto de Benjamin Constant. A ilha foi povoada pelo governo peruano como parte de um projeto chamado "fronteiras vivas". Observadores brasileiros de Mundo Amazónico descrevem à ilha da seguinte maneira:

Islandia, está situada a menos de 500 metros em linha reta de Benjamin Constant, es en realidad una cuña peruana que tenemos clavada en el morro brasileño. Visitar Islandia, aunque sea por unas horas, significa comprobar y ser una vez más consciente de que la peruanidad debe cultivarse con más vehemencia. Que los esfuerzos que se están realizando para apoyar a los peruanos que han decidido vivir en esta población, ubicada más lejos de la región de Loreto, merecen mucho más de lo que se ha hecho hasta ahora. Debemos apreciar en su exacta dimensión la valiosa decisión de aquellos peruanos que viven en Islandia, decisión que trae consigo una serie de problemas y necesidades que no son fáciles de resolver, además de estar en gran parte fuera de la metrópoli regional, los servicios públicos, la salud y la educación son deficientes, la comunicación rápida es casi nula y la permanencia de los profesionales que colaboran con el desarrollo de esta área es prácticamente nula. Y a eso le sumamos que del otro lado del río está Benjamin Constant, una población brasileña que cuenta con todos los servicios públicos, incluida una antena parabólica en cada una de las casas, hay que admirar a todos aquellos que, sin embargo, siguen viviendo en Islandia.
Ainda que a ilha tem uma condição de vida muito pobre a comparação do lado brasileiro, comprovou-se que os cidadãos de Benjamin Constant têm um forte movimento comercial com a zona sul da ilha peruana, chegando inclusive os peruanos a lhes brindar a maioria de produtos de mercado.
Pelo norte a ilha tem ao Javari e pelo este em frente tem à ilha Bom Tentativa, que é partilhada entre Brasil e Peru.

## Demografia
A ilha está habitada principalmente por membros da Associação Evangélica da Missão Israelita do Novo Pacto Universal, um grupo etnorreligioso originário de ande-los peruanos.